# Otrado-Soldatski
Otrado-Soldatski (del ruso: Отрадо-Солдатский) es un jútor del raión de Otrádnaya del krai de Krasnodar, en Rusia. Está situado en un área premontañosa y boscosa de las vertientes septentrionales del Cáucaso Norte, en la orilla derecha del arroyo Soldatskaya, tributario por la derecha del río Urup, afluente del Kubán, 15 km al oeste de Otrádnaya y 199 km al sureste de Krasnodar, la capital del krai. Tenía 205 habitantes en 2010.
Pertenece al municipio Otrádnenskoye.